# Tele Mérida, S.A.
Tele Mérida fue una cadena de televisión local privada de Mérida. Fue creada en 2001 por iniciativa de APYME Mérida, comenzando sus emisiones en septiembre de ese mismo año, coincidiendo con las Ferias y Fiestas de la ciudad y convirtiéndose en la primera televisión local del municipio.
Contaba con dos canales de emisión. El primero estaba situado en el centro emisor de Arroyo de San Serván, desde donde emitía por el canal 38, dando servicio a la ciudad de Mérida principalmente. Por otra parte, Tele Mérida también difundía su señal a través del canal 42 desde el repetidor de Montánchez, dando cobertura a la mitad norte de la provincia de Badajoz y a la mitad sur de la de Cáceres.
Tele Mérida, S.A. cerró en abril de 2010 tras el apagón de las emisiones analógicas y al no conseguir licencia para emitir a través de la TDT.

## Programación
La programación propia del canal ha variado desde sus inicios hasta la actualidad, pero manteniendo siempre los buques insignia de su programación: el magacín matinal Las Mañanas de Pepe None; sus informativos, tanto en su edición de tarde como de noche; y las retransmisiones en directo de los principales acontecimientos de la ciudad de Mérida, como las procesiones de Semana Santa o la Cabalgata de Reyes. 
Con respecto a la producción externa, ésta también ha cambiado a lo largo de estos diez años de emisión. En sus inicios, la cadena estuvo asociada a la productora Atlas, perteneciente al Grupo Telecinco, emitiendo contenidos producidos por ésta. Tras el fin de esta asociación, Tele Mérida comenzó a emitir contenidos de la factoría estadounidense Viacom, concretamente los pertenecientes al canal musical MTV. En los últimos años, la programación externa consistió principalmente en programas producidos por el canal autonómico Telemadrid y por el canal de información económica Intereconomía TV. En la actualidad, el canal no cuenta con ningún tipo de producción externa, la totalidad de su parrilla se compone de programación propia, ya sea en directo o en redifusión.